# 病毒性肝炎
病毒性肝炎（英語：viral hepatitis）是由於感染病毒而引發的肝炎。這種疾病可能是因近期感染，發病呈急性形式，但也有慢性的形式。
造成病毒性肝炎最常見的有5種彼此不相關的趨肝性病毒（hepatotropic viruses），即A型肝炎病毒、B型肝炎病毒、C型肝炎病毒、D型肝炎病毒、和E型肝炎病毒。有些別的病毒也可引起肝臟發炎，包括巨細胞病毒、愛潑斯坦-巴爾病毒、和黃熱病。也有許多由單純皰疹病毒所引起病毒性肝炎病例記錄。

## 傳輸方式
病毒性肝炎可透過受污染的食物或水（A型、E型），或是透過血液和體液（B型、C型）傳播。透過水和食物傳播的病毒大多是自限性，導致急性發病，可完全消除。血體液病毒可引起急性和慢性的肝病，會在分娩時從母親對嬰兒、性交時接觸體液、使用不安全的注射方式、和未經篩查的輸血而造成感染。
最常見的肝炎類型可預防，或是治愈。A型和C型肝炎可透過接種疫苗作預防。對於C型肝炎，已有有效的治療方式，但費用昂貴。
全球在2013年約有150萬人因病毒性肝炎而死亡，最常見的是B型和C型肝炎。東亞是受到影響最嚴重的地區，尤其是在蒙古。

## 肝炎病毒
最常見發生肝炎的原因是由病毒造成。雖然會導致肝炎的病毒有多種，但它們之間並不全然有關聯。
|                 | A型肝炎病毒 (HAV)          | B型肝炎病毒 (HBV)                               | C型肝炎病毒 (HCV)   | D型肝炎病毒 (HDV)                         | E型肝炎病毒 (HEV)                            | G型肝炎病毒 (HGV)                      |
| --------------- | -------------------------- | ----------------------------------------------- | ------------------- | ----------------------------------------- | -------------------------------------------- | -------------------------------------- |
| 病毒種類        | A型肝炎病毒                | B型肝炎病毒                                     | C型肝炎病毒         | D型肝炎病毒                               | E型肝炎病毒                                  | G型肝炎病毒（也被稱為human pegivirus） |
| 病毒分類        | 微小核糖核酸病毒科         | 嗜肝DNA病毒科                                   | 黃病毒科            | 地位未定                                  | 肝炎病毒科                                   | 黃病毒科                               |
| 基因組          | 正單鏈RNA病毒              | DNA逆轉錄病毒                                   | 正單鏈RNA病毒       | *負鏈RNA病毒                              | 正單鏈RNA病毒                                | 正單鏈RNA病毒                          |
| 抗原            |                            | HBsAg（B型肝炎表面抗原），HBeAg（B型肝炎e抗原） | B型肝炎核心抗原     | Delta antigen（D型肝炎抗原）              |                                              |                                        |
| 傳播            | 經消化道                   | 腸胃外（非經口）                                | 腸胃外（非經口）    | 腸胃外（非經口）                          | 經消化道                                     | 腸胃外（非經口）                       |
| 疾病潛伏期      | 20–40天                    | 45–160天                                        | 15–150天            | 30–60天                                   | 15–60天                                      | 14-20天                                |
| 嚴重程度/延久性 | 溫和；急性                 | 偶爾嚴重；5–10%慢性                             | 亞臨床感染；70%慢性 | B型肝炎症狀惡化；發展為慢性B型肝炎        | 在一般患者症狀溫和；在懷孕婦女症狀嚴重；急性 |                                        |
| 疫苗            | 注射兩劑，提供至少20年保護 | 注射3劑；終身保護                               | 無                  | 無，但被認為不需要；B型肝炎疫苗可提供保護 | 申請試驗中新藥（申請在中國獲得批准）         |                                        |

## 病毒性肝炎類型

### A型肝炎
A型肝炎會導致黃疸，是由A型肝炎病毒 (HAV) 所引起，這是一種微小核糖核酸病毒，透過糞口途徑傳播，通常與接觸受到污染的食物有關。會導致急性肝炎，但不會發展成慢性階段。患者的免疫系統會產生針對HAV的抗體，因此對未來感染具有免疫力。罹患A型肝炎的患者需要休息、吸收水分、以及避免飲酒。有疫苗可預防HAV的感染，時間長達10年。A型肝炎可透過個人接觸、生食海鮮、或飲用受污染的水而傳播。這種疾病主要發生在第三世界國家。嚴格遵守個人衛生、避免生食、和食用前需要去皮的食物，會有助於預防感染。患者在黃疸出現前兩週和出現後一週，HAV會隨糞便排出體外。從感染到發病之間的時間平均為28天（從15到50天不等），大多數會在2個月內完全康復，但大約有15%的患者的症狀在初步診斷之後，會持續或是間斷復發，為期在6個月到1年之間。
| 標記           | 察覺時間    | 描述           | 臨床顯著性           |
| -------------- | ----------- | -------------- | -------------------- |
| 糞便HAV        | 2–4週或28天 | –              | 早期可發現           |
| A型肝炎抗體IgM | 4–12週      | 酶免疫抗體分析 | 在急性症狀期間       |
| A型肝炎抗體lgG | 持續5週     | 酶免疫抗體分析 | 既有感染或是重複感染 |

### B型肝炎
B型肝炎是由B型肝炎病毒所引起，B型肝炎病毒是種會引起急性和慢性肝炎的肝病毒。有15%的成年人在初次感染後無法消除病毒，而發展為慢性肝炎。確定的傳播方法包括接觸血液、輸血（現在極為少見）、刺青之前未充分消毒、性行為（透過性交或接觸體液）、或是通過母乳哺育傳給嬰兒，
透過胎盤傳播的證據不多。但大約有一半的病例無法確定感染源。接觸血液（包括利用靜脈注射藥物時數人共用注射器、共用刮鬍刀片、或接觸疾病感染者的傷口而發生。許多國家已制定針頭和注射器更換計劃
以作預防。（參見安全注射器#立法）
罹患慢性B型肝炎的患者自身有抗體可對抗病毒，但不足以清除受到感染的肝細胞。病毒和抵消性抗體的持續產出可能是導致這些患者出現免疫複合體病（immune complex disease）的原因。有種疫苗可達成終生預防感染。由於慢性肝炎、肝硬化、和肝細胞癌（HCC）的併發症，B型肝炎感染導致全世界每年有500,000至1,200,000人死亡。B型肝炎是許多（主要是東南亞）國家的地方性流行病，而導致肝硬化和HCC，導致多人死亡。美國食品藥物監督管理局 (FDA) 核准8種治療方案，用於治療慢性B型肝炎感染者：α-干擾素（參見Ⅰ型干擾素）、長效干擾素、阿德福韋、恩替卡韋、替比夫定、拉米夫定、替諾福韋二吡呋酯、和丙酚替諾福韋。

### C型肝炎
C型肝炎（最初被稱為“非A型/非B型肝炎”）是由C型肝炎病毒 (HCV) 所引起，這是一種黃病毒科的RNA病毒。HCV可透過血液接觸傳播（包括在性接觸時，雙方的血液有過混合），也可透過胎盤傳播。C型肝炎通常是導致慢性肝炎，最終讓某些人出現肝硬化。感染者通常在幾十年內保持無症狀的狀態。C型肝炎患者如果也感染到A型或B型肝炎，則易出現重症肝炎，因此所有C型肝炎患者，如果尚未對A型或B型肝炎免疫，應接種相關疫苗，並避免飲酒。HCV可導致發展出HCC，但只有少數HCV感染者會發展為癌症（每年有1-4%），顯示C型肝炎病毒的基因表達與宿主，以及環境因素之間複雜的相互作用，而促進致癌的發展。感染HCV的患者，如果也有活躍的HBV複製情況，與罹患潛伏的HBV及HCV患者相比，罹患HCC的風險會增加1倍，死亡率增加21%。通過干擾素和抗病毒藥物利巴韋林的組合治療罹患HCV的患者，效果比單獨使用干擾素做治療會有較佳的功效。C型肝炎是美國最常見的血體液傳染病。
| 標記              | 察覺時間    | 描述           | 臨床顯著性                       | 附註                                                                 |
| ----------------- | ----------- | -------------- | -------------------------------- | -------------------------------------------------------------------- |
| C型肝炎病毒RNA    | 1–3週或21天 | 聚合酶鏈式反應 | 顯現病毒存在，或是不存在         | 在感染過程中，檢查結果斷斷續續，有病毒不存在的結果並不表示未受感染。 |
| C型肝炎病毒抗體   | 5–6週       | 酶免疫抗體分析 | 呈現過去或當前的感染             | 對於有自體免疫疾患，以及低病毒盛行率的人口中，出現很高偽陽性結果。   |
| 谷丙轉氨酶（ALT） | 5–6週       | –              | ALT和C型肝炎病毒抗體同時達到峰值 | ALT水準波動表示有活躍的肝臟疾病存在。                                |

### D型肝炎
D型肝炎是由D型肝炎病毒 (HDV，或稱hepatitis delta virus）所造成。這種病毒類似衛星病毒，只能在B型肝炎病毒存在的情況下繁殖，依靠HBV輔助達到複製和表達的功能。HDV沒獨立的生命週期，但只要宿主體內持續有HBV感染，這種病毒就可存活和複製。HDV只在被HBV表面抗原包覆時才能引起感染。B型肝炎疫苗可預防D型肝炎病毒，因為後者依賴B型肝炎病毒的存在才能複製。

### E型肝炎
E型肝炎是由E型肝炎病毒 (HEV) 所引起；病毒會產生與A型肝炎類似的症狀，但在某些患者中可能會出現猛發性的病程，尤其是在孕婦身上（死亡率約為20%）；免疫功能低下的患者可能會發展成為慢性感染。這種病症在印度次大陸較為盛行。透過糞口途徑傳播，通常具有自限性。

### F型肝炎病毒
F型肝炎病毒 (HFV) 是種與某些肝炎病例有關的假設病毒。1990年代曾有幾種病毒，被當作可能就是F型肝炎病毒，但均未獲得證實。

### G型肝炎病毒
請參見G型肝炎病毒。
GB virus C (GBV-C，（GB病毒C））是另一種會導致肝炎的潛在病毒，可能透過血體液和性接觸而傳播。這種病毒最初被定為G型肝炎病毒。但因為它似乎不會主要在肝臟中複製，少有證據顯示這種病毒會導致肝炎。現在被歸類為GB病毒C。

## C型肝炎病毒與肝癌的關係
C型肝炎病毒 (HCV) 會引起急性和慢性感染，是導致HCC、晚期肝纖維化、和肝硬化的主要原因。
有慢性HCV感染，而發展為HCC，成為致死的主要原因。HCC的發病機制與HCV有關聯，HCV發揮直接和間接的作用。
導致HCC的主要風險是HCV感染持續存在。而會導致HCC的最高風險是HBV，與HDV、或HCV、 或是人類免疫缺陷病毒(HIV)的合併感染有關聯。
導致慢性HCV中發生HCC的風險因素是同步發生肝病、病毒基因型、生活方式因素、以及罹患肥胖症和糖尿病。吸煙、飲酒和等生活方式因素會加速HCV中HCC的進展，但經常喝咖啡不會導致加速進展。
治療HCV感染的目的是消除感染，減少傳播給別人，並降低HCC發展的風險。

## 其他病毒
已知最早引起肝炎的病毒是黃熱病病毒，這是種由蚊蟲傳播的黃病毒科病毒。其他可引起肝炎的病毒有：
- 腺病毒
- 沙狀病毒科：委內瑞拉出血熱（英语：Venezuelan hemorrhagic fever）病毒、胡寧病毒（英语：Argentinian mammarenavirus）、拉沙病毒、盧丘病毒（英语：Lujo mammarenavirus）、玻利維亞出血熱病毒、和巴西出血熱病毒（英语：Brazilian hemorrhagic feve）病毒[34]
- 布尼亞病毒目：克里米亞-剛果出血熱病毒、多伯伐病毒病毒（英语：Dobrava-Belgrade orthohantavirus）、漢坦病毒、普馬拉病毒（英语：Puumala orthohantavirus）、裂谷熱病毒、首爾病毒（英语：Seoul orthohantavirus）
- 冠狀病毒：嚴重急性呼吸道症候群冠狀病毒（SARS）[35]
- 紅細胞細小病毒（英语：Erythroparvovirus）：細小病毒19型（英语：parvovirus B19）[36]
- 絲狀病毒科：薩伊伊波拉病毒和馬爾堡病毒
- 黃病毒科：登革熱、凱式森林病（英语：Kyasanur forest disease）病毒、鄂木斯克出血熱（英语：Omsk hemorrhagic fever）病毒、和黃熱病病毒
- 皰疹病毒科：巨細胞病毒、[37]愛潑斯坦-巴爾病毒、[38]水痘-帶狀皰疹病毒（英语：Varicella zoster virus）、[39]人類皰疹病毒第六型（英语：Human herpesvirus 6）(HHV-6)、人類皰疹病毒第七型（英语：Human herpesvirus 7）(HHV-7) 、和人類皰疹病毒第八型（英语：Kaposi's sarcoma-associated herpesvirus）（HHV-8）[40]
- 正粘病毒科：流行性感冒[41]
- 微小核糖核酸病毒科：埃可病毒
- 呼腸孤病毒科：科羅拉多壁蝨熱病毒、呼腸孤病毒第三型（reovirus 3）

KIs-V是在2011年，從日本四名血清谷丙轉氨酶升高但沒有其他已知原因的肝炎患者身上分離出來的病毒；也在法國被分離出，尚待更進一步的研究。